# Zigliara
Zigliara ist eine französische Gemeinde mit 128 Einwohnern (Stand: 1. Januar 2022) auf der Mittelmeerinsel Korsika. Sie gehört zum Département Corse-du-Sud, zum Arrondissement Ajaccio und zum Kanton Taravo-Ornano. Die Bewohner werden Zigliarais und Zigliaraises genannt.

## Geografie
Nachbargemeinden sind
- Cardo-Torgia im Nordwesten,
- Forciolo im Nordosten,
- Argiusta-Moriccio und Moca-Croce im Südosten,
- Urbalacone im Südwesten.

## Geschichte
In der Gemeindegemarkung sind Relikte aus der romanischen Zeit vorhanden.

### Bevölkerungsentwicklung
| Jahr      | 1962 | 1968 | 1975 | 1982 | 1990 | 1999 | 2008 | 2012 | 2020 |
| --------- | ---- | ---- | ---- | ---- | ---- | ---- | ---- | ---- | ---- |
| Einwohner | 260  | 242  | 229  | 232  | 142  | 125  | 138  | 139  | 128  |

## Sehenswürdigkeiten

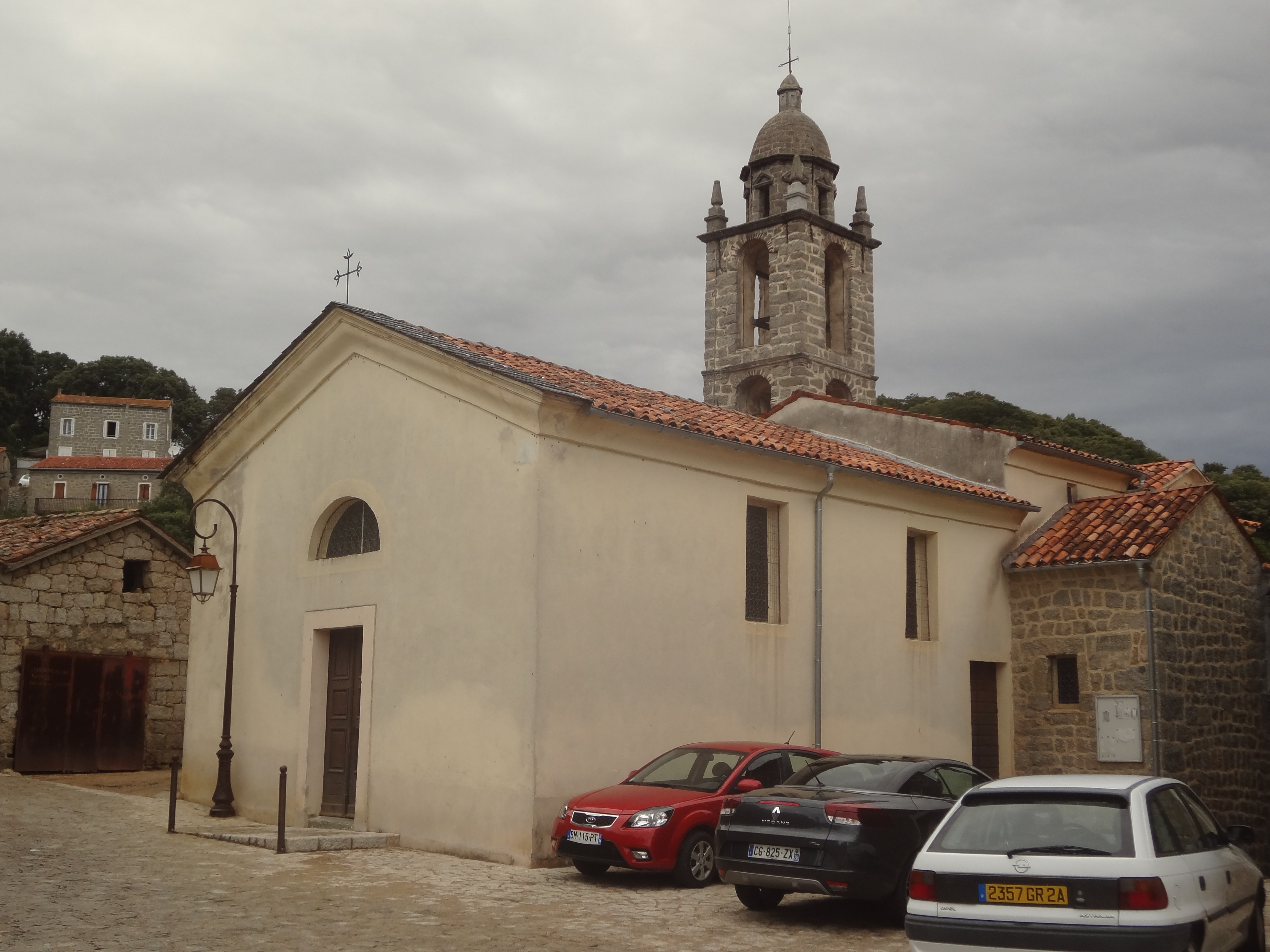
Kirche Sainte-Marie

- Kirche Sainte-Marie aus dem 17. Jahrhundert, ihr Glockenturm aus dem 19. Jahrhundert ist seit 1981 als Monument historique eingeschrieben